# Стерляговка
Стерляго́вка — деревня Хлевенского района Липецкой области России. Входит в состав Малининского сельсовета.

## География
Расположен в пределах Средне-Русской возвышенности в подзоне лесостепи, на правом берегу реки Воронеж. Примыкает к южной окраине д. Малый Мечёк.
Улица одна — Садовая.

## Население
| 2009 | 2010 |
| ---- | ---- |
| 25   | ↘22  |

## Инфраструктура
Обслуживается почтовым отделением 399273 в селе Малый Мечек (Центральная ул, 10).
Личное подсобное хозяйство.

## Транспорт
Автодорога «Стерляговка — Вертячье» (идентификационный номер 42 ОП РЗ 42К-768).
Остановка общественного транспорта «Стерляговка».